# Monte Emilius
Monte Emilius – szczyt w Alpach Graickich, części Alp Zachodnich. Leży w północnych Włoszech w regionie Dolina Aosty. Należy do Masywu Mont Blanc. Szczyt można zdobyć ze schronisk Bivacco Federico Zullo (2897 m) i Rifugio Arbolle (2507 m).
Pierwszego wejścia dokonali G.B.Defey i L.Cerise w 1823 r.